# C19H38O
化学式C19H38O（摩尔质量：282.5 g/mol）可能指：
- 姥鲛醛（法语：Pristanal），CAS号：105373-75-9
- Disparlure（英语：Disparlure），CAS号：54910-51-9
- 1-正十九醛，CAS号：17352-32-8
- 2-十九酮，CAS号：504-57-4
- 3-十九酮，CAS号：27372-42-5
- 4-十九酮，CAS号：116530-28-0
- 6-十九酮，CAS号：22026-14-8
- 8-十九酮，CAS号：112466-88-3
- 9-十九酮，CAS号：75030-48-7
- 10-十九酮，CAS号：504-57-4

|  | 这个同类索引页列出了具有相同分子式的化学物（即同分異構體）条目。 除非您是有意链接至本页，否则应将相应条目的内部链接指向正确的条目。 |